# Олбия (Украйна)
Олбия (Pontic Olbia/Olvia, Olbia, Histros, Istros, Istria, Skiluros) е древен град на Черно море. Руини от него се намират при Парутино в Николаевска област, Украйна.
Град Олбия се намира наблизо до вливането на р. Южен Буг, в Днепро-Бугския лиман в древна Дакия и e основан от йонийците на Черно море. Гръцката колония е основана от Милет през 633 пр.н.е. Тук заедно са живеели гърци, скити и сармати.

През 72 пр.н.е. Олбия е превзет от римляните с командир Марк Теренций Варон Лукул. (Евтр. 6, 10, 3).

## Галерия
- Останки от Олбия